# Адрианихтиевые
Адрианихтиевые (лат. Adrianichthyidae) — семейство лучепёрых рыб из отряда сарганообразных. Это мелкие рыбы, которые встречаются в пресных и солоноватых водах от Индии до Японии и на Малайском архипелаге, в первую очередь на Сулавеси. В семействе около 37 видов в двух родах (некоторые выделяют третий — Xenopoecilus). Некоторые виды редки и находятся под угрозой исчезновения, а 2—4 из них, возможно, уже исчезли.

## Внешний вид и строение
Большинство видов этого семейства довольно маленькие, что делает их подходящими для аквариумов. Adrianichthys достигают длины 8,5—17,1 см в зависимости от вида, крупнейшие представители оризий (Oryzias) достигают длины до 8 см. Большинство видов оризий вдвое короче, а самый маленький до 1,6 см в длину. У них есть ряд особенностей, в том числе необычная структура челюсти и наличие дополнительной кости в хвосте .
Генетическое изучение семейства позволяет предположить, что оно возникло на Сулавеси и распространилась оттуда на материковую часть Азии; предполагаемый род Xenopoecilus, по-видимому, не связан с морфологически различными видами Oryzias.

## Содержание в аквариумах
Считается, что адрианихтиевые разводятся как аквариумные рыбки с 17-го века. Японская оризия стала одним из первых видов, которые разводили в аквариумах. Была искусственно выведена её золотистая форма.

## Размножение
Как и большинство рыб, адрианихтиевые обычно вымётывают икринки, которые оплодотворяются в воде. При этом некоторые виды, в том числе японская оризия, имеют внутренние оплодотворение и вымётывают икру прямо перед вылуплением мальков. Несколько других видов носят икринки, прикрепленные к телу между брюшными плавниками.

## Подсемейства и роды
- Подсемейство Adrianichthyinae
  - Род Адрианихты (Adrianichthys)
- Подсемейство Oryziinae
  - Род Оризии (Oryzias)